# Куршапон
Куршапон (фр. Courchapon) насеље је и општина у источној Француској у региону Франш-Конте, у департману Ду која припада префектури Безансон.
По подацима из 2011. године у општини је живело 174 становника, а густина насељености је износила 32,77 становника/km². Општина се простире на површини од 5,31 km². Налази се на средњој надморској висини од 220 метара (максималној 332 m, а минималној 198 m).

## Демографија
| 1962. | 1968. | 1975. | 1982. | 1990. | 1999. | 2011. |
| ----- | ----- | ----- | ----- | ----- | ----- | ----- |
| 71    | 75    | 97    | 89    | 124   | 140   | 174   |

График промене броја становника у току последњих година